# تاومور
تاومور (به لاتین: Tomorr) یک کوه و انسان‌انگاری در آلبانی است که در استان برات واقع شده‌است. تاومور ۲٬۴۱۷ متر بالاتر از سطح دریا واقع شده‌است.